# Joel Eriksson
Joel Daniel Andreas Eriksson (Tomelilla, 28 de junho de 1998) é um automobilista sueco que atualmente é piloto reserva da equipe Jaguar TCS Racing. Em 2017 foi vice-campeão da Fórmula 3 Europeia com a equipe Motopark, e em 2018 foi piloto da BMW na Deutsche Tourenwagen Masters (DTM).
Eriksson é o irmão mais novo do piloto Jimmy Eriksson, que correu na temporada da GP2 Series de 2016.

## Carreira

### Fórmula E
Eriksson testou os carros da Fórmula E pela primeira vez em janeiro de 2018, pilotando pela equipe DS Virgin Racing no teste de estreia de 2018 em Marraquexe.
Eriksson foi nomeado pela equipe Dragon Racing como seu piloto oficial de testes e reserva para a temporada de 2019–20, participando do teste para novatos em março de 2020 em Marraquexe. Ele manteve o cargo no ano seguinte, quando a equipe foi rebatizada como Dragon / Penske Autosport. Em maio de 2021, a equipe anunciou que Eriksson seria o substituto de Nico Müller (que iria disputar a rodada de abertura da DTM em Monza com a Team Audi Rosberg) para a disputa da rodada dupla que seria realizada em Puebla como parte da temporada de 2020–21. Ele terminou a temporada de 2020–21 com um ponto em oito corridas.
Eriksson foi contratado como piloto reserva, de teste e simulador da equipe Jaguar TCS Racing para a temporada de 2022–23. Em 12 de janeiro de 2024, a Jaguar anunciou que ele permaneceria como piloto de teste, reserva e simulador da equipe, para a temporada de 2023–24, juntamente com Tom Dillmann.